# Echiniscus vinculus
Echiniscus vinculus är en djurart som tillhör fylumet trögkrypare, och som beskrevs av Horning, Schuster och Albert A. Grigarick 1978. Echiniscus vinculus ingår i släktet Echiniscus och familjen Echiniscidae. Inga underarter finns listade i Catalogue of Life.